# ترايديكان
الترايديكان  هو أحد الألكانات الهيدروكربونية، وله الصيغة البنائية CH3(CH2)11CH3، وهو سائل خفيف قابل للاشتعال، يستخدم في تصنيع منتجات البرافينات، وفي صناعة الورق، وفي الأبحاث الخاصة بوقود الطائرات وفي صناعة المطاط. وبالإضافة إلى ذلك يستخدم الترايديكان كمذيب. إن-ترايديكان يتم إنتاجه في بعض الحشرات كنظام دفاعي لها.

## وصلات خارجية
- شهادة بيانات أمان المواد – ترايديكان
- ترايديكان